# Beteendevetenskap
Beteendevetenskap är en beteckning på de vetenskapliga ämnen som studerar mänskligt beteende ur olika aspekter. 
Angränsande och delvis överlappande vetenskapsområden är utbildningsvetenskap och samhällsvetenskap. Skillnaden mellan beteendevetenskap och samhällsvetenskap är flytande. Internationellt sett används sällan kategorin Behavioural Science, utan de beteendevetenskapliga disciplinerna samlas istället ofta under kategorin Social Science som innefattar socialvetenskaperna, det vill säga de klassiska vetenskapliga disciplinerna inom samhällsvetenskapen som fokuserar på människans beteende.

## Klassiska beteendevetenskapliga ämnen
De klassiska beteendevetenskapliga ämnena burkar ofta anses vara:

### Pedagogik
Pedagogik är läran om utbildning och lärande. Inom pedagogiken studerar man de processer genom vilka människan formas och förändras i olika sociala, kulturella och historiska sammanhang.

### Psykologi
Psykologi är läran om människans beteende, tankar, känslor och samspel med andra människor. Den moderna psykologin innefattar och integrerar både biologiska och samhällsvetenskapliga perspektiv på människans upplevelser och beteenden. 

### Sociologi
Sociologi är en vetenskaplig disciplin som studerar samhällen och social handling i vid bemärkelse. Sociologin studerar mänskliga relationer som sociala processer på individ-, grupp- och samhällsnivå.

## Andra beteendevetenskapliga ämnen
Andra ämnen som studerar människans beteende och som ibland betraktas tillhöra beteendevetenskapen är: 

### Kognitionsvetenskap
Kognitionsvetenskap är ett tvärvetenskapligt ämne som studerar det mänskliga tänkandet. Inom kognitionsvetenskapen behandlar man hur människan tar till sig och bearbetar information/kunskap, hur hon interagerar med den sociala och materiella omgivningen, hur hon fattar beslut och löser problem och hur emotioner påverkar hennes tankeprocesser.

### Socialantropologi
Socialantropologi är läran om människan i sociala sammanhang. Inom socialantropologin studerar man människans sociala tänkande och beteende utifrån ett globalt perspektiv.

### Socialpsykologi
Socialpsykologi är ett tvärvetenskapligt ämne som kan ses som en blandning mellan psykologi och sociologi. Inom socialpsykologin försöker man förstå och förklara hur en människas tankar, känslor och handlingar påverkas av den faktiska, inbillade eller underförstådda närvaron av andra.